# Guaiacum sanctum
Guaiacum sanctum (L., 1753), anche detto legno santo, è una pianta appartenente alla famiglia Zygophyllaceae, originaria dell'America Centrale. Come anche le altre specie di Guaiacum è inserito nelle liste CITES.

## Descrizione
Si tratta di un piccolo albero dalla crescita lenta che raggiunge i 12 m di altezza anche se, in gran parte del suo areale, è oramai difficile vedere esemplari di queste dimensioni a causa del taglio per ricavarne legname.
Il tronco, che può arrivare a 50 cm di diametro, di solito è multiplo.
È una pianta sempreverde.
Le foglie sono composte da foglioline, queste ultime lunghe 2,5–3 cm e larghe 2 cm.
I fiori sono di colore blu e hanno cinque petali e cinque sepali.
La fioritura avviene in primavera ed è copiosa.
I frutti sono di colore giallo , deiscenti, con una polpa rossa contenente dei semi neri.
Il legno è durissimo, come il legno di radica, e pesante (il suo peso specifico è superiore a uno, e quindi non galleggia). È inoltre impregnato di una resina lubrificante.

## Areale e stato di conservazione
Questa specie è originaria dei seguenti stati: Bahamas, Belize, Costa Rica, Cuba, Repubblica Dominicana, Guatemala, Haiti, Honduras, Messico (Quintana Roo), Nicaragua, Panama, Porto Rico, Stati Uniti d'America (Florida).
Era un tempo diffusa anche nello stato di El Salvador dove ora è estinta allo stato naturale
Si tratta di una specie considerata prossima alla minaccia ed è rara in tutto il suo areale, soprattutto a causa della perdita del suo habitat e in alcuni paesi del taglio per ricavarne legno e medicinali.
La specie è inserita nell'Appendice II della CITES ed il suo commercio è soggetto a controllo.

## Usi
Il duro e pesante legno ricavato da questa pianta e dalla congenere Guaiacum officinale è chiamato Lignum vitae e veniva usato per realizzare cuscinetti a strisciamento (similmente alle bronzine); grazie alla sua proprietà di autolubrificarsi in acqua di mare era usato nelle costruzioni navali per i cuscinetti della losca (timone) e per i cuscinetti immersi delle linee d'assi delle eliche (ormai soppiantato da materiali come il teflon). Può essere anche usato come legno da pipa.
Questo legno è stato inoltre utilizzato per secoli allo scopo di ricavarne farmaci dai molteplici usi.

## Curiosità
Il Guaiacum sanctum è l'albero nazionale delle Bahamas